# Brachypogon defectivus
Brachypogon defectivus är en tvåvingeart som först beskrevs av Gabriel Strobl 1906.  Brachypogon defectivus ingår i släktet Brachypogon och familjen svidknott.
Artens utbredningsområde är Spanien. Inga underarter finns listade i Catalogue of Life.